# Basement Jaxx
Basement Jaxx – brytyjski duet houseowych muzyków: Felixa Buxtona i Simona Ratcliffe'a, którzy zyskali popularność w późnych latach 90. Duet powstał w Brixton w południowym Londynie. Muzycy organizowali w klubach nocnych wspólne imprezy o nazwie Rooty, później zatytułowali tak także swój drugi album.

## Historia

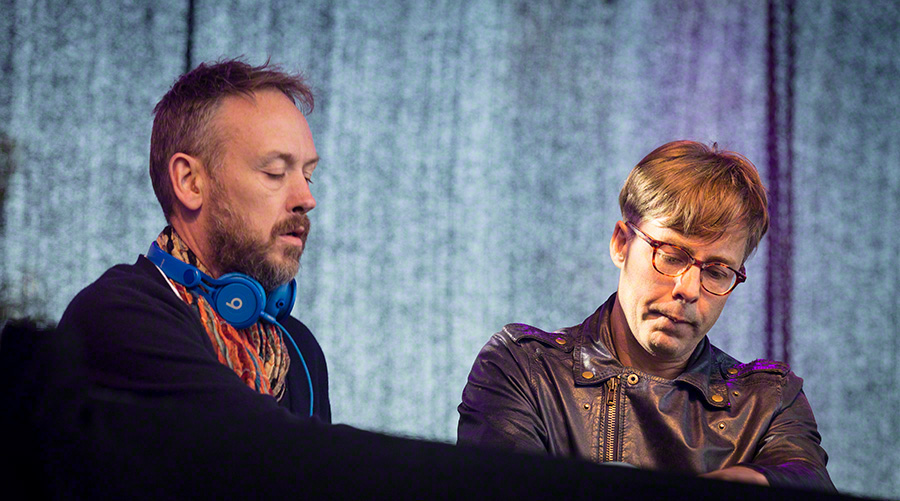
Basement Jazz, 2016

W 1994 roku wspólnie założyli wytwórnię Atlantic Jaxx Records i odnosili sukcesy na londyńskiej scenie house. Lecz po raz pierwszy o Basement Jaxx zrobiło się głośno, kiedy to w 1995 roku wytwórnia Virgin wydała ich single "Samba Magic", który od razu stał się przebojem, oraz w 1997 roku kolejny hit "Flylife", który dostał się na listę Top 20.
Na twórczość Basement Jaxx mieli wpływ między innymi tacy artyści jak: Tony Humphries, Frankie Knuckles, Masters At Work oraz Prince. Undergroundową muzykę zmieszali z latynoskimi rytmami, ragga, hip hopem, ze wszystkimi dźwiękami i swoim południowo-londyńskim "klimatem".
W 2006 i 2009 zespół wystąpił w Gdyni na Heineken Open'er Festival.

## Dyskografia
| - Remedy (1999) - Rooty (2001) - Kish Kash (2003) - Crazy Itch Radio (2006) - Scars (2009) - Junto (2014) - Atlantic Jaxx Recordings: A Compilation (1997) - Jaxx Unreleased (1999) - Xxtra Cutz (2001) - The Singles + Singles Special Edition (2005) - Atlantic Jaxx Recordings: a Compilation Vol.2 (2006) - Star/Buddy (1994) - EP 1 (Basement Jaxx EP)\|EP 1 (1995) - EP 2 (Basement Jaxx EP)\|EP 2 (1995) - Summer Daze EP (1995) - EP 3 (Basement Jaxx EP)\|EP 3 (1996) - Samba Magic (1996) - Sleazycheeks EP (1996) - Urban Haze (1997) - Fly Life (1997) - Red Alert (song)\|Red Alert (1999) - Rendez-Vu (sierpień 1999) - Jump N' Shout (1999) - Betta Daze (listopad 1999) - Bingo Bango (kwiecień 2000) - Romeo (lipiec 2001) - Jus 1 Kiss (wrzesień 2001) - Span Thang EP (listopad 2001) - Where's Your Head At (grudzień 2001) - Jaxxapellas (2001) - Supergetoff (styczeń 2002) - Get Me Off (lipiec 2002) - Junction EP (sierpień 2002) - Do Your Thing (sierpień 2002) - Lucky Star (listopad 2003) - Good Luck (grudzień 2003) - Plug It In (marzec, 2004) - Good Luck (Euro 2004) (lipiec 2004) - Cish Cash (tylko teledysk) (2004) | - Oh My Gosh (marzec 2005) - U Don't Know Me (lipiec 2005) - Do Your Thing (wrzesień 2005) - Fly Life Xtra (listopad 2005) - Unreleased Mixes (grudzień, 2005) - Hush Boy (sierpień 2006) - Take Me Back to Your House (październik 2006) - Hey U (marzec 2007) - Make Me Sweat (marzec 2007) - Raindrops (kwiecień 2009) - 1995 Mark Kinchen\|4th Measure Men – "The Need" - 1996 Kim English – "Nite Life" - 1996 The Hope Xperience – "Tree Frog" - 1996 Lil Mo' Yin Yang – "Reach" - 1996 Raven Maize – "Forever Together" - 1996 Transatlantic Soul – "Release Yo'Self" - 1996 Nikita Warren – "I Need You" - 1997 Adonis – "Rocking Down the House" - 1997 Shola Ama – "You Might Need Somebody" - 1997 B-Crew – "Partay Feeling" - 1997 Cooly's Hot Box – "We Don't Have to Be Alone" - 1997 Roy Davis Jr. – "Gabriel" - 1997 INXS – "Everything" - 1997 The Heartists – "Belo Horizonti" - 1997 Da Mob – "Fun" - 1997 The Narcotic Squad – "Starz" - 1997 Pet Shop Boys – "A Red Letter Day" - 1997 Ronnie Richards – "Missing You" - 1997 Roni Size / Reprazent – "Heroes" - 2002 Missy "Misdemeanor" Elliott – "4 My People" - 2002 DJ Sneak – "Fix My Sink" - 2002 Justin Timberlake – "Like I Love You" - 2002 Afrofiesta – "Venga Chica" - 2003 Daft Punk – "Phoenix" - 2003 Monday Michiru – "Cruel to Be Kind" - 2004 N*E*R*D – "She Wants to Move" - 2004 Ono – "Everyman... Everywoman..." - 2005 Daft Punk – "Technologic" - 2005 Lady Sovereign – "Hoodie" - 2005 Snake Skin – "Touch on Your Leather" - 2006 Roy Ayers – "I am Your Mind" |